# Organización del Tratado de Bruselas
La Western Union (WU), también conocida como la Organización del Tratado de Bruselas (BTO), fue la alianza militar europea establecida entre Francia, el Reino Unido y los tres países del Benelux en septiembre de 1948 con el fin de implementar el Tratado de Bruselas firmado en marzo del mismo año. En virtud de este tratado los firmantes, denominados "las cinco potencias", acordaron colaborar tanto en el campo de la defensa como en el político, económico y cultural.
Durante la guerra de Corea (1950-1953), la sede, el personal y los planes del brazo de defensa de la Western Union, la Organización de Defensa de la Unión Occidental (WUDO), se transfirieron a la Organización del Tratado del Atlántico del Norte (OTAN) recientemente establecida, proporcionando el núcleo Mitad europea de la estructura de mando de la OTAN, Cuartel General Supremo de las Potencias Aliadas en Europa. Como consecuencia del fracaso de la Comunidad Europea de Defensa en 1954, las Conferencias de Londres y París dieron lugar al Tratado Modificado de Bruselas (MTB) a través del cual la Western Union se transformó en la Unión Europea Occidental (UEO) y se unió a Italia y Alemania occidental. Dado que las funciones de la UEO se transfirieron a la Política Común de Seguridad y Defensa de la Unión Europea a principios del siglo XXI, la Western Union es precursora tanto de la OTAN como del brazo militar de la Unión Europea.